# Cyclophora headi
Cyclophora headi là một loài bướm đêm trong họ Geometridae.